# VVV BD001
VVV BD001是一顆光譜類型L5 ± 1的棕矮星，位於蛇夫座，在天球上與銀河系核球（銀河系中心）相同方向。該棕矮星距離地球約57光年。

## 觀測歷史

### 發現
VVV BD001是由天文學家 Juan Carlos Beamín 等人根據其高自行量發現。它是欧洲南方天文台使用位於帕瑞納天文台的可见光和红外巡天望远镜（VISTA）進行可见光和红外巡天望远镜银河系变星巡天（Vista Variables in the Vía Láctea，VVV）時儀器 VIRCAM 拍攝的影像中發現，而這項巡天項目的資料公開給所有人從 VISTA 的觀測資料庫取得。
Beamín 等人使用分別拍攝自2010、2011和2012年，以紅、綠、藍三色表示的三幅 KS 波段影像尋找高自行量的天體。當影像疊合時低自行量的天體會呈現白色，否則會顯示可用肉眼分辨出的紅綠藍三色痕跡。接著就會使用閃視比較法對 VVV 和2微米全天巡天（2MASS）、SuperCosmos 的影像進行比較以確認是否為高自行量天體。因此 Beamín 等人偵測到了約200個高自行量天體，VVV BD001 則是第一個被選為進行後續光譜觀測的天體。
天文學家於2013年3月29/30日夜間以位于智利拉斯坎帕纳斯天文台，口徑6.5米的麥哲倫巴德望遠鏡搭載的折疊埠紅外線階梯光柵攝譜儀對 VVV BD001進行觀測。此外，VVV BD001 的前期發現也出現在2MASS、DENIS、WISE和 GLIMPSEII Legacy Survey（Spitzer/IRAC）等紅外線巡天中。SuperCosmos 拍攝的可見光影像中則並未發現它。
2013年7月1日，Beamín 等人提交的發現 VVV BD001 論文被期刊方面收到。同年8月12日被接受並即將出版，8月14日電子版本被送到 arXiv，之後在9月的《天文与天体物理学报》正式出版。
VVV BD001是第一個由VVV巡天發現的棕矮星。同時因為銀心方向是天體在天球上分布密度最高區域，因此它也是第一個在銀心方向上被發現的棕矮星。

## 距離
根據 VVV BD001 的發現論文，它的三角視差值為57 ± 4 mas，即17.5+1.3
−1.2秒差距或57.2+4.3
−3.8光年。
VVV BD001距離推測
| 來源                 | 視差（mas） | 距離（pc）    | 距離（ly）    | 參考資料 |
| -------------------- | ----------- | ------------- | ------------- | -------- |
| Beamín et al. (2013) | 57 ± 4      | 17.5+1.3 −1.2 | 57.2+4.3 −3.8 | [ 2 ]    |

最佳估計值以粗體表示。

## 狀態
VVV BD001被歸類為不尋常的光譜 L 型偏藍棕矮星。